# El Adelanto (periódico)
El Adelanto fue un periódico español, editado en la ciudad de Salamanca, entre 1883 y 2013. En su momento también llegó a ser uno de los diarios más antiguos de España, teniendo también una posición relevante en la comunidad autónoma castellana y leonesa.

## Historia
El primer número salió a la calle el 22 de julio de 1883. De línea editorial liberal, inicialmente El Adelanto se editó primero como semanario y, posteriormente, como diario. Sin embargo, en agosto de 1884 dejó de editarse y permaneció en esta situación hasta 1887, cuando fue adquirido por Francisco Núñez-Izquierdo. Este adquirió en Salamanca un local situado en el antiguo convento de Santa Rita, donde instaló un taller de artes gráficas en el que se editaría el diario.
Durante la Segunda República mantuvo una línea editorial republicana y moderada, siendo de hecho uno de los diarios más influyentes de la región castellana.
En 1970, Enrique de Sena Marcos, hasta entonces redactor jefe de La Gaceta, pasó a dirigir El Adelanto. Este periodista marcó una larga etapa del periódico hasta 1985, ya bien entrada la Transición, aunque posteriormente continuó con sus colaboraciones regulares. Las últimas fueron recopiladas después de su muerte en el libro "Mi último año", editado en 1999 con prólogo de Enrique Arias Vega, entonces director del diario. En el periodo de dirección de Enrique de Sena el diario representó una tendencia más o menos disimulada hacia el aperturismo y posteriormente, tras la muerte de Franco, abiertamente favorable a la izquierda. Hay que recordar que El Adelanto era el único competidor de La Gaceta, diario este integrado en la Prensa del Movimiento.
En 1997 el diario se incorporó al Grupo Zeta, editor de El Periódico de Catalunya y otros diarios. En 2001 los datos disponibles sobre su difusión eran: 6.000 ejemplares certificados por la OJD, y 30.000 lectores, según el Estudio General de Medios. En abril de 2005 el Grupo Zeta vendió el diario a la Sociedad Universal Europa de Publicaciones, integrada por los empresarios Antonio de Castro y Francisco Magarzo (Grupo Paco Mateo). 
En el año 2006, se afilió a este grupo el periódico "La Voz de Benavente y comarca".
Con motivo de la celebración de su 125.º aniversario (1883-2008) edita la obra de cuatro tomos "125 Aniversario de El Adelanto", coordinada por el escritor Joan Gonper.
En sus últimos años, sin embargo, atravesó una profunda crisis. Tras el inicio de una huelga indefinida de su plantilla, por impago de nóminas de hasta 10 meses, el 22 de mayo de 2013 la empresa editora anunció el inicio de los trámites para un expediente de regulación de empleo de extinción.

## Directores
(por orden cronológico, lista incompleta)
- Manuel Gil Maestre[7]
- Isidoro García Barrado
- Luis Caballero Noguerol
- Gabriel Hernández González (1961-1970)
- Enrique de Sena Marcos (1970-1985)
- Antonio Checa Godoy (1988-1989)
- Carlos del Pueyo (1989-1997)
- Enrique Arias Vega (1997-1999)
- Julián Rodríguez (1999-2000)
- Nunchi Prieto (2000-2005)
- Félix Ángel Carreras Álvarez (2005-junio de 2012)
- Isidro L. Serrano Rodríguez (octubre de 2012-mayo de 2013)